# Galloway Atlantic
Galloway Atlantic byl letecký motor vyvinutý u firmy Galloway Engineering Company na sklonku I. světové války. Konstrukce motoru – vidlicového dvanáctiválce – vycházela z řadového šestiválce Galloway Adriatic, se kterým má shodné vrtání válců a používá některých konstrukčních celků svého předchůdce. Konstrukce klikového mechanismu je s hlavní a zavěšenou (vedlejší) ojnicí, což bylo uspořádání použité i u mnoha jiných motorů – mj. lze uvést motory Hispano-Suiza HS-12Y, BMW VI (vzniklý obdobně jako Galloway Atlantic „zdvojením“ řadového šestiválce BMW IV), Klimov M-105, Mikulin M-35 či sovětský tankový vznětový motor V-2 (rusky: В-2). V případě, že čep na kterém je zavěšena vedlejší ojnice není od osy hlavní ojnice odchýlen pod stejným úhlem jaký svírají řady válců, pak písty levého a pravého bloku mají rozdílný zdvih (což je případ jak motoru Atlantic, tak i BMW VI, motorů Mikulin či tankového V-2).
Celkem bylo postaveno pouhých 72 motorů Galloway Atlantic, výhradně dodaných firmou Galloway Engineering Co. Ltd. (z osmi set objednaných motorů – 200 měla dodat firma Galloway Engineering, dalších 600 měla v licenci vyrobit strojírna Arrol-Johnston Limited), které poháněly letouny de Havilland D.H.15 Gazelle a Handley Page V/1500.

## Technická data
- Typ: čtyřdobý zážehový vodou chlazený vidlicový dvanáctiválec s rozevřením řad válců 60 stupňů, s přímým náhonem na tažnou pravotočivou vrtuli (nebo také na tlačnou levotočivou vrtuli)
- Vrtání válce: 145 mm
- Zdvih pístu: 190 mm (hlavní ojnice) a 202 mm (zavěšená ojnice)
- Celková plocha pístů: 1981 cm²
- Zdvihový objem motoru: 38 838 cm³
- Kompresní poměr: 4,90
- Hmotnost suchého motoru (tj. bez provozních náplní): 548,8 kg

- Výkony:
  - vzletový: 500 hp (373 kW) při 1500 ot/min
  - maximální: 510 hp (380 kW) při 1600 ot/min